# Knut Fridell
Knut Hilding Fridell (Uddevalla, 8 settembre 1908 – Uddevalla, 3 febbraio 1992) è stato un lottatore svedese, specializzato nella lotta libera.

## Palmarès
- Giochi olimpici

Berlino 1936: oro nei pesi medio-massimi.
- Europei

Stoccolma 1934: oro nei pesi medio-massimi.